# Ференц Месарош
Ференц Месарош (мађ. Mészáros Ferenc; Шајоереш, 11. април 1950 — Будимпешта, 9. јануар 2023) је био мађарски фудбалски репрезентативац који је играо на позицији голмана.

## Каријера

### Клуб
Рођен је у Шорокшару, данашњем XXIII округу Будимпеште, где је започео своју фудбалску каријеру у тиму ВМ Еђетертеш. Одатле се придружио будимпештанском Вашашу ШК са 18 година. Био је члан шампионског тима 1977. Године 1981. са 31 годином потписао је за прволигашки фудбалски клуб Спортинг из Лисабона, Португалија. Од 1984. године играо је још две сезоне у првенству Мађарске за Рабе ЕТО Ђер. Каријеру је завршио у португалској Виторији из Сетубала.

### Репрезентација
У периоду од 1973. до 1988. године бранио је за репрезентацију Мађарске 29 пута. Био је члан репрезентација на Светским првенствима у Аргентини 1978. и Шпанији 1982. На Светском првенству. 1978. одбранио је у другом мечу против Италије 1 : 3, а 1982. био је у тиму у све три групне утакмице.